# I Promise
«I Promise» és una cançó de la banda de rock britànica Radiohead, publicada en format de descàrrega digital el 2 de juny de 2017 com a primer senzill del rellançament de l'àlbum OK Computer, anomenat OK Computer OKNOTOK 1997 2017.

## Història
Radiohead va interpretar «I Promise» per primer cop el 27 de març de 1996 al The Fillmore de San Francisco, i ho van fer en diversos concerts de la gira que van fer conjuntament amb Alanis Morissette. Van enregistrar la cançó durant les sessions de gravació de l'àlbum OK Computer (1997), però no la van considerar prou sòlida per incloure-la en l'àlbum. Ja no la van interpretar en més concert durant dues dècades i van anar declinant incloure-la en successius treballs. El 20è aniversari del llançament de OK Computer va representar una bona oportunitat per mostrar les cançons que s'havien quedat pel camí, i van decidir rellançar l'àlbum incloent tres cançons inèdites, entre les quals s'hi trobava «I Promise». El mateix dia que van reestrenar la cançó en directe, van penjar la cançó al seu lloc web per ser descarregada junt a un videoclip. Radiohead va tornar a interpretar la cançó en directe després de 21 anys de silenci, on Yorke va explicar al públic que havia estat un error enterrar aquesta cançó durant anys i no haver-la publicat fins ara pensant que no era prou bona.
El videoclip del tema fou dirigit per Michal Marczak, que prèviament havia dirigit un vídeo per A Moon Shaped Pool, l'anterior àlbum d'estudi de la banda.

## Llista de cançons
| Núm. | Títol       | Durada |
| ---- | ----------- | ------ |
| 1.   | «I Promise» | 3:59   |